# 크리티컬 매스 (자전거 행사)

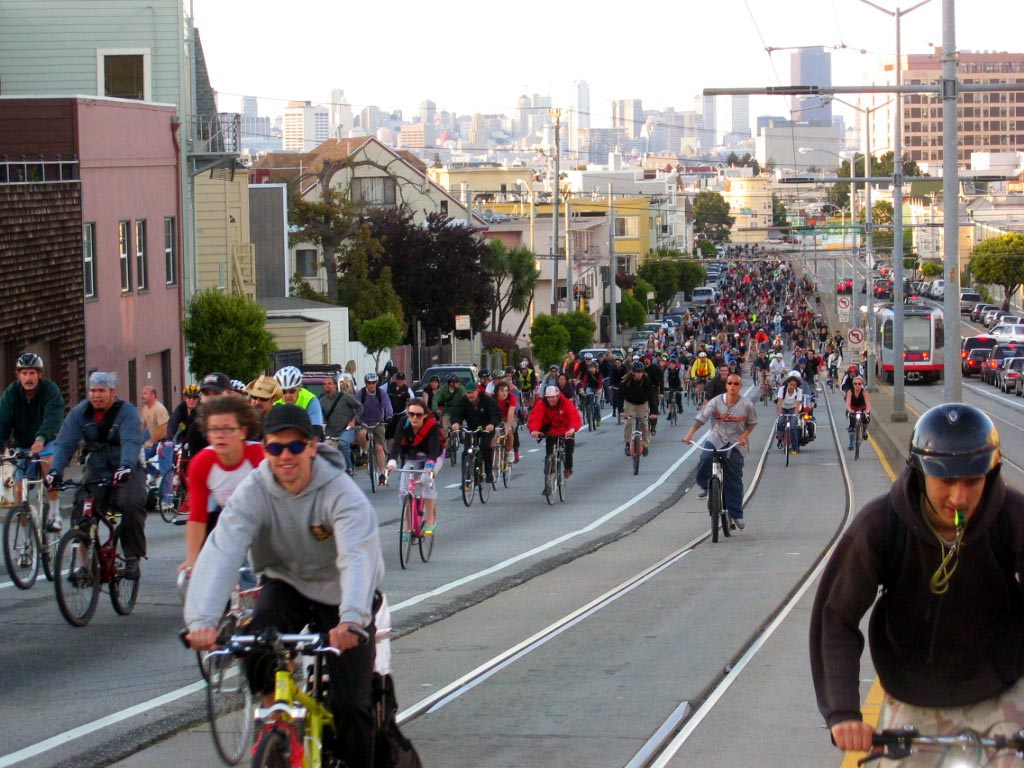
샌프란시스코 크리티컬 매스 2005년 4월 29일

크리티컬 매스(영어: Critical Mass)는 세계 300여개 나라에서 한 달에 한번씩 여는 자전거 타기 행사이다. 보통 마지막 금요일 저녁에 열리나, 대한민국에서는 토요일 오후에 열린다.
1992년 샌프란시스코에서 도시가 얼마나 자전거인과 사이가 좋지 않은지에 대한 관심을 모으기 위해서 시작했으나, 크리티컬 매스의 별다른 지도자가 없는 조직 특성상 어떤 특정한 목표를 고정시키기는 불가능하게 되었다.
사실 크리티컬 매스의 목적이 한 장소만 정해서 서로 만나, 자전거를 타고 도시나 동네 거리를 몰려 다니는 모임으로 단정해 단순히 직접행동으로 규정할 수도 없다.

## 배경

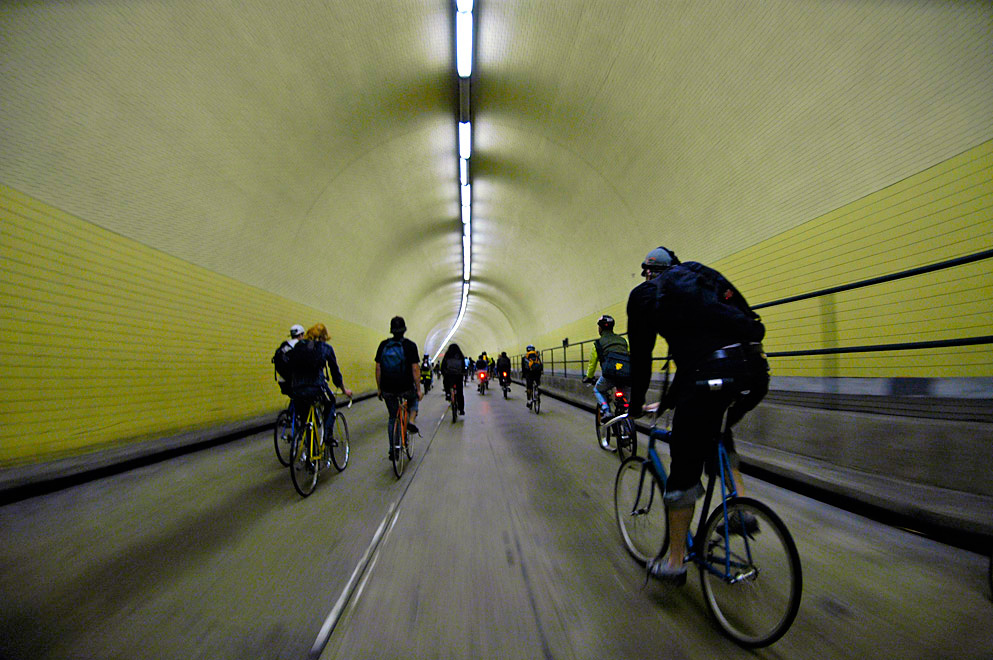
샌프란시스코 브로드웨이 터널 2006년 9월 29일

크리티컬 매스 자전거 타기는 무엇을 주장하는 활동으로 간주되어 왔다. 2006년 뉴요커지 기사에서 뉴욕시에서 열리는 크리티컬 매스에 대해 매달 열리는 정치적으로 주장하는 자전거 타기라고 표현하고, 사회 운동의 한 분야로 규정지었으며, 런던에서 열리는 크리티컬 매스 행사 사진을 실어 선전하는 영국의 e-zine, Urban75 같은 경우 런던 거리를 재건하는 자전거인의 항의 월례집회로 묘사한다.
하지만, 크리티컬 매스 참가자는 이 행사는 축제로 보여져야 하며, 단지 같이 모일 뿐으로 항의 집회나 조직된 시위가 아니라고 주장한다.

이런 입장은 크리티컬 매스 행사를 열기 전에 지역 경찰에 신고할 필요가 없다는 법적 근거로 볼 수 있다.
크리티컬 매스 자전거 타기는 개최 빈도 수나 참여자 수에 있어서도 가지각색이다. 예를 들면, 대다수의 작은 도시에서는 최소한의 안전한 인원을 꾸릴 수 있는 20명 보다 적은 참여자가 매달 크리티컬 매스를 여는 곳도 있고, 그 반면에 헝가리 부다페스트 같은 곳은 크리티컬 매스 이름에 걸맞게 4월 22일(지구의 날)과 9월 22일(국제 차 없는 날) 일 년에 두 번만 가장 큰 행사를 연다.
부다페스트 형태가 대다수 자전거인에게 동경의 대상이다. 2008년 4월 20일 부다페스트 자전거 참가자는 약 8만 명 이었다.

## 역사

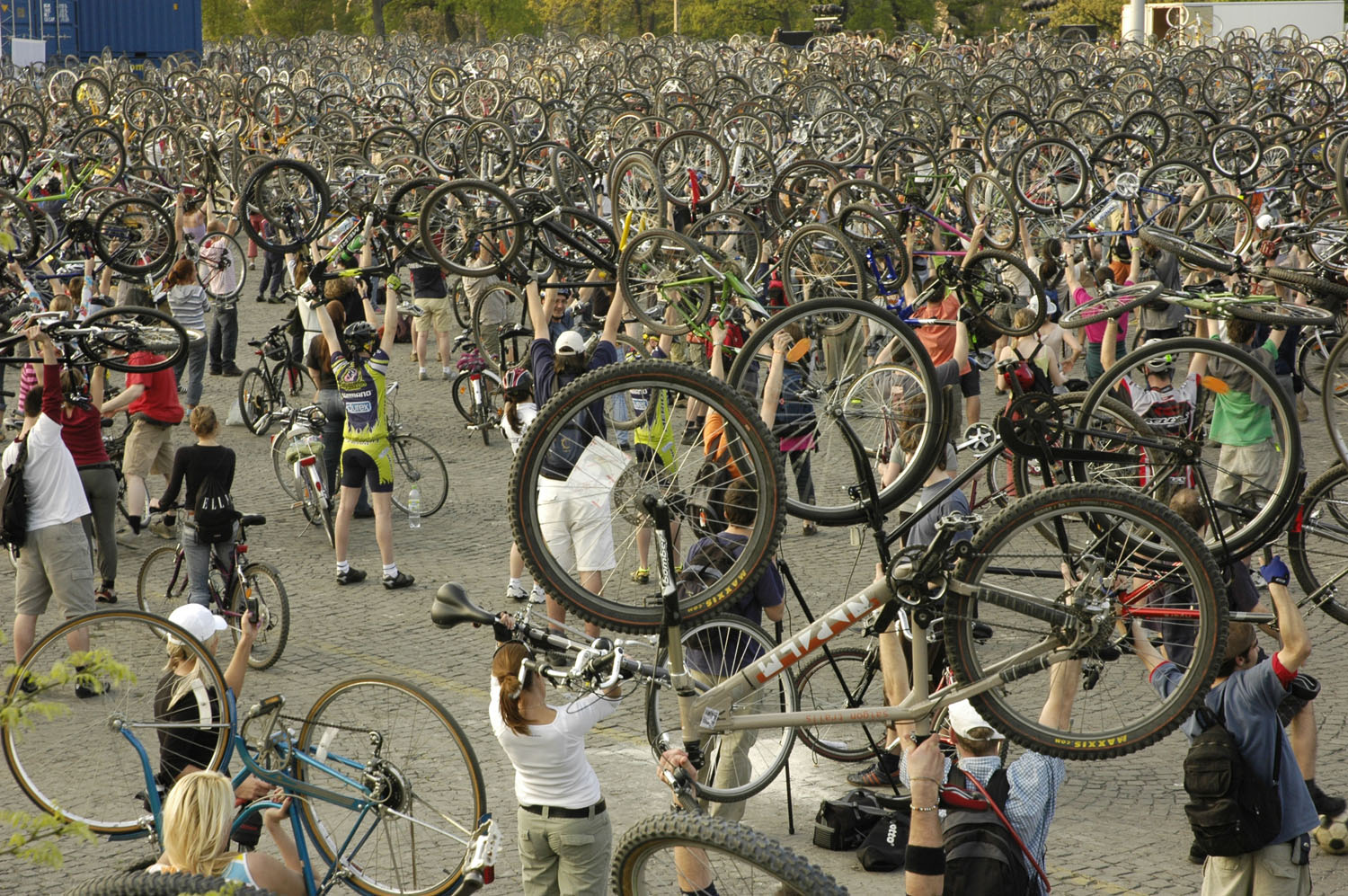
영웅 광장에서 자전거 들기, 부다페스트, 2006년 4월 22일

몇 백 명씩 참여하는 자전거 행렬은 1970년대 초 스웨덴 스톡홀름에서도 열렸었다.
그러나 크리티컬 매스 같은 형태의 자전거 타기 행사는 1992년 9월 25일 금요일 오후 6시에 샌프란시스코에서 처음으로 열렸다.
당시 그 행사는 “통근하는 무리들(영어: Commute Clot)”로 알려졌고, 시장 거리에서 전단지를 받고 참가한 20~30명 내외로 이루어졌다.
이 일이 있고 얼마 후, 행사에 참가했던 몇 명이 동네 자전거가게에 모여, 테드 화이트가 찍은 해외 자전거 문화를 기록한 영화 “폭주족의 귀환(영어: Return of the Scorcher)”을 보게 되었는데, 미국 인력거와 삼륜차 설계자인 조지 블리스가 중국에서는 운전자와 자전거인 사이에는 신호등 없는 교차로를 통과하는 암묵된 방법이 있다고 언급했다. 그 방법은 크리티컬 매스라고 부르는 한 무리가 될 때까지 기다렸다가 한꺼번에 교차로를 건너는 것이었다.
2번째 행사 때부터는 이 영화에서 나온 그 용어를 가져와 그 동안에 쓰던 통근하는 무리들 대신 쓰게 되었다.
네 번째부터는 자전거 타는 사람이 100명 정도로 늘어났는데, 점점 엄청난 속도로 불어나기 시작해서 나중에는 평균 1,000명 정도가 참여하게 되었다.
그 이름은 막 시작하거나 1992년 이후 다른 이름 아래에서 열리고 있었던, 전 세계 여러 곳의 비슷한 그러나 개별적으로 모여 달리는 자전거 모임에서 일반 상표처럼 채택되었다.
통계로 보건대 크리티컬 매스 같은 형태의 모여 달리는 자전거 모임이 325개의 도시 이상에서 열리고 있는 것으로 보인다.

## 조직
크리티컬 매스는 리좀(영어: Rhizome)(조금 더 계층적이지만) 구조로 인해 다른 많은 사회 운동과는 좀 틀린다. 크리티컬 매스는 지도자나 회원이 따로 없는 점을 들어서 우연히 모인 유기체로 불리기도 한다. 달리는 경로는 앞장 선 사람이 누구냐에 따라 임의로 정해지기도 하는 반면에, 어떤 모임은 복사 전단지에 그려진 대로 거의 매번 달리는 경로를 따라 가는 경우도 많다.
제로크러시(영어: xerocracy)라는 용어가 크리티컬 매스 경로가 결정되기 위한 과정을 표현하기 위해 고안되었다. : 의견이 있는 사람은 누구라도 모임에서 자기들 만의 경로를 만들거나, 사람들에게 나누어 줄 수 있다. 하지만 여전히 만장일치로 경로를 정하는 자전거인 들도 많이 있다.
행사의 비조직적 태생은 자전거로 달리는 모임을 행렬의 한 형태이거나 조직된 항거로 간주하고 싶어하는 관료의 단속으로부터 포괄적으로 면피 할 수 있는 근거를 제공한다.
덧붙여, 이 운동은 중앙화, 계층화된 조직을 만드느라 쓸데없이 힘을 쓸 필요가 없다. 행사가 잘 되게 하는데 필요한 것은 오직 도로에서 화석연료 추종자들을 쫓아낼 수 있을 만큼 충분한 크리티컬 매스 자전거인 뿐이다.
뉴욕, 캘리포니아와 오리건 시는 지휘부가 따로 없는 자전거인의 특성 때문에 조정하기에 어려움이 많다고 토로했다.

## 길막기

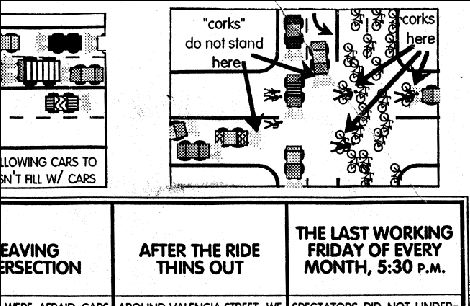
1992년 11월 20일 뿌려진 전단지에 소개된 길막기 개념 상세도 - 조엘 포메란쯔

크리티컬 매스가 공식적인 경로나 구속 없이 이루어지기 때문에, 어떤 도시의 참여자들은 무리가 떨어지지 않게 하기 위해 길막기(영어: Corking)로 알려진 전술을 가끔씩 실험하기도 한다. 이 전술은 자전거인 몇 명이 접속 도로에서 진입하는 차들을 막아 붉은 신호등에서도 멈추지 않고 행렬을 빠져나갈 수 있도록 하는 방법이다.
길막기는 대열을 다양한 행사에 참여할 수 있도록 해주는데, 예전에는 자전거 들기(영어: Bike Lift)로 알려진 각자 자기 자전거를 들어서 회오리바람 모양을 만들기나(시카고에서는 시카고 홀드업(영어: Chicago hold-up)이라고 부르곤 한다), 몬트리올에서 유행한 방법으로 자동차와 부딪혀서 다치거나 죽은 자전거인을 기념하여 그 자리에 자기 자전거와 함께 눕는 다이인(영어: die-in) 행위를 한다.
길막이(영어: Corks)는 길막기를 하는 동안 가끔씩 전단지를 나누어줄 수 있는 장점도 있다.
비판자들은 붉은 신호등에도 지나갈 수 있게 길막기하는 것이 “우리가 교통이다”라고 하는 크리티컬 매스의 주장과 배치된다고 주장한다. 왜냐하면 자전거 교통을 포함한 일반적인 교통이라면 교통 신호등이 붉은 신호로 바뀌고 나면 교차로를 통과할 권리가 없기 때문이다.
길막기는 가끔씩 자동차 운전자와 자전거인의 싸움으로 번져 크리티컬 매스 기간 동안 쌍방간에 폭행으로 체포되는 경우까지 있다.

## 반응과 반대 주장

### 일반적인 영향
랜드㈜(영어: RAND Corporation)는 미래의 전쟁터에서 사용될 수 있는 분산된 의사결정 방식으로 자전거 타기의 전술을 분석하여, "네트워크의 미래는 네트워크 전쟁(영어: Netwars)인가"라는 제목의 백서를 발간했다.
모여 타는 자전거는 책으로도 발간되었고, 기록영화, 벽화와 기타 2차 가공물로도 생산되었다.

### 크리티컬 매스에 얽힌 논쟁
크리티컬 매스 자전거인들은 공개적인 반대자들과 자주 논쟁을 벌리곤 한다. 크리티컬 매스가 교통을 가로막아 정상적인 도시기능을 마비시키려 하고, 자전거를 탄 사람들은 교통법규를 지키고 싶어하지 않는다고 비판한다. 경찰과 자동차 운전자 간의 논쟁도 있었다. 비록 자주 있는 일은 아니지만, 간혹 어떤 항의 모임은 스스로 크리티컬 매스 행사로 보이도록 한다.

### 자전거타는 사람 사이에서의 반응
어떤 자전거타기 옹호 모임은 크리티컬 매스가 태생적으로 전복에 관여하는 점을 들어 자동차 운전자들과의 언쟁이 자전거인에 대한 공공 지원을 약화시킨다고 걱정한다.
폭력성과 무례함을 눈 감아 주는 것은 아니지만, 샌프란시스코 자전거 연합(영어: San Francisco Bicycle Coalition)은 크리티컬 매스로 자전거를 주목 받게 하고 자전거인의 입장을 대변해준 공로에 대해 인정했다.

### 크리티컬 매너
샌프란시스코에서는 크리티컬 매스에 대응하여 크리티컬 매너(영어: Critical Manners)라 불리는 행사를 연다. 크리티컬
매너는 매월 둘째 금요일에 교통 법규를 준수하면서 신호를 잘 따라 도시를 달린다.
애리조나주 투스콘에서는 크리티컬 매스의 대안으로 화요일 밤에 자전거 타기 모임을 가진다. 매주 모임을 가짐으로써 자전거 동호회와 차량 운전자들 간에 평화적으로 사이 좋은 관계를 유지한다.
2007년에는 포틀랜드 (오리건주)에서는 크리티컬 매너를 시작코자하는 논의가 있었다.
크리티컬 매스 책자에 따르면, 예의 바른 매스로 알려진 비슷한 계획이 크리티컬 매스의 대안으로 묘사되어 있다. 예의 바른 매스는 2002년 말에 "재미가 없어서" 그만두게 되었다.
2007년 말에 시애틀에서 조직된 타는 시민(영어: RideCivil)이라는 이름의 또 다른 자전거 타기 형태도 있었다.
2009년 9월 14일에 브리티시컬럼비아주 밴쿠버에서 크리티컬 매너 자전거타기 모임이 열렸다.
그 자전거인들은 70-100명으로 구성되어 중심 시가지를 관통하여 달리는데, 신호도 잘 지키고 수신호도 하면서 맨 갓 차선이나 자전거 도로를 이용했다.
그 행사는 지역 언론에 자주 소개되었는데 비판이 없는 것은 아니지만, 참여자들로부터 성공적이라는 평가를 받고 이런 유형으로는 유일하게 오래 지속되고 있다.

### 다른 운동들
크리티컬 매스 자전거 타기는 정치적인 운동으로부터 매년 버닝맨(영어: Burning Man) 축제 기간 중에 열리는 크리티컬 팃 자전거 타기까지 다른 많은 자전거 운동에게 영향을 끼쳤다.
시카고에서는 크리티컬 매스 모임에서 출발하여 겨울자전거(영어: bikewinter) 캠페인을 통해 겨울철 자전거 타기를 장려하는 운동으로 발전했다.
1997년 7월 자전거 타기는 샌프란시스코 뉴스 표제로 기획되어, 바이크 섬머(영어: Bike Summer)라고 부르는 국제 자전거 축제로 발전하였다.
어린이 매스(영어: Kidical Mass)는 오리건에서 시작하였는데, 어린이와 가족들의 자전거 타기를 북돋아 주었다.
크리티컬 사스(영어: Critical Sass)는 루이지애나 배턴루지 여성만을 위한 자전거 타기 행사인데, 매달 둘째 금요일에 열린다.
트위드런(영어: Tweed run)은 잘 차려 입고 자전거 타는 모임인데, 매년 세계 많은 도시에서 열린다.
정치적인 운동을 위한 크리티컬 매스 자전거 타기의 예는 2008년 5월 컬럼비아 (미주리주)에서 열렸던 “자유 티베트 자전거 타기” 행사가 있었고, 2008년 8월 “티베트인 자유를 위한 자전거 경주”와 런던에서 있었던 “티베트를 위한 자전거 경주”도 있었다. ).
새너제이는 세너제이 자전거당 모임의 고향이다. 자전거당은 매달 셋째 금요일에 매번 다른 장소에서 모여 경로를 바꿔가며 달린다. 보통 2,000명 – 2,500명 정도 참석해서, 32 – 40km 정도를 달리는데 최고 많을 때는 2009년 10월로 4,300명을 기록했었다. 자전거인들 간에 공동체를 구성하여 자전거가 차와 공존할 수 있다는 것을 증명하고자 모임을 가지고 있다. 크리티컬 매스와 무척 달라서 퇴근 시간 이후에 자전거를 타기 시작하고, 신호등을 포함한 모든 교통 법규를 준수한다.

## 대한민국 크리티컬 매스

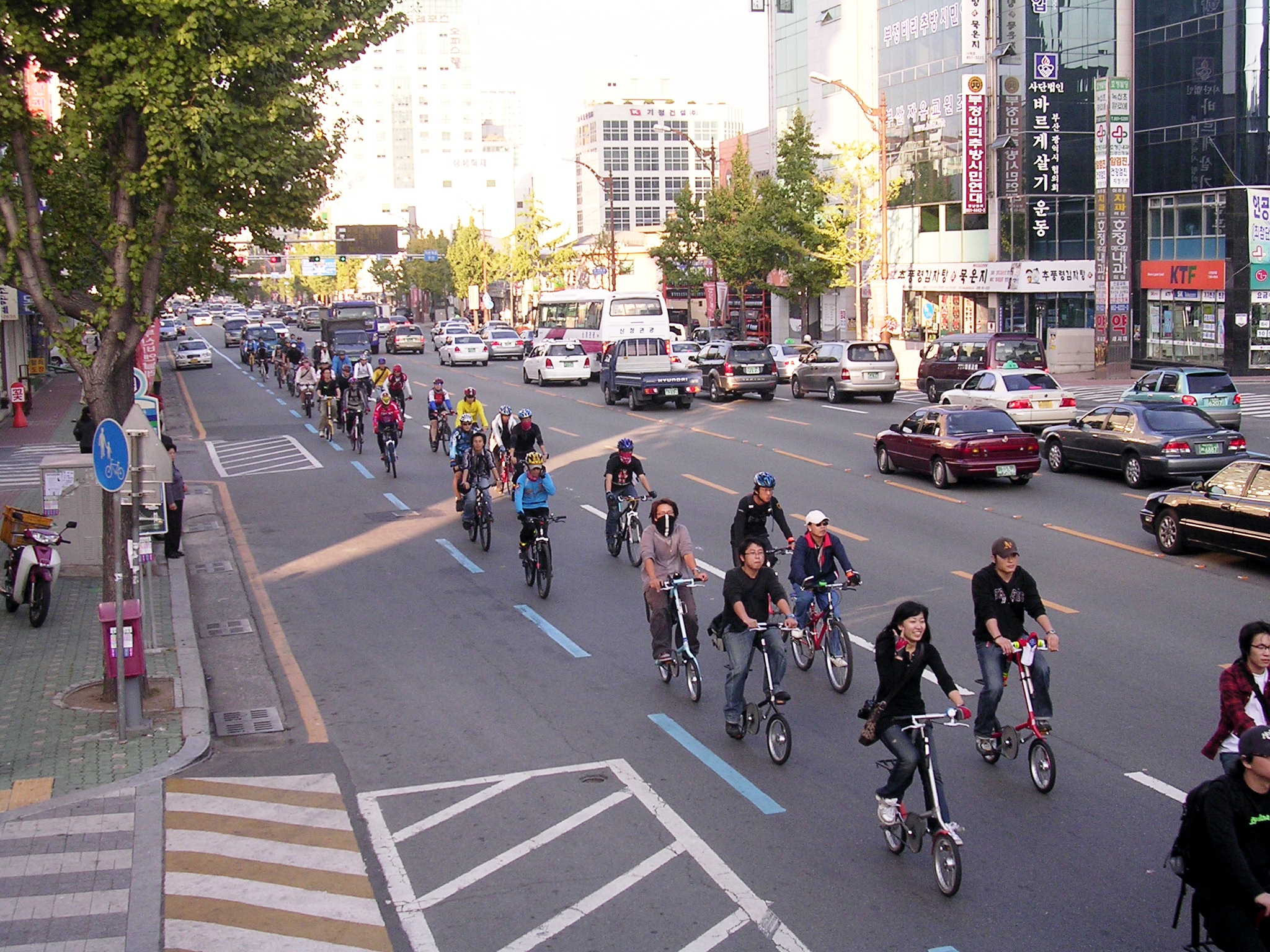
2006년 10월 28일 제2회 부산 자전거면 충분하다 축제 모습

대한민국에서 크리티컬 매스 형태로 시작한 자전거 달리기 모임은, 2001년 4월 21일 서울 광화문(미 대사관옆 발바리 공원)에서 8명이 모여 달린 것이 최초이다. 이후 매달 셋째 토요일 오후 4시부터 여의도까지 달린다.
부산에서는 2006년 9월 23일 사직운동장에서 모여 조방앞 부산시민회관까지 80명이 모여 달린 것을 시작으로, 6회째부터 매달 넷째 토요일 오후 3시 30분에 부산광역시청앞 분수대에서 모여 주로 남포동 용두산 공원까지 달린다.
수원은 2002년 2월 23일 북문에서 모인 것을 시작으로 매달 넷째 토요일 오후 3시 30분 장안공원에서 , 춘천은 2008년 3월 15일을 시작으로 매달 둘째 토요일 오후 2시 춘천시청앞에서 모여 달린다.
전 세계 크리티컬 매스 자전거타는 모임을 임계질량으로 해석할 수도 있으나, 대한민국에서는 “두발과 두바퀴로 다니는 떼거리”라는 뜻의 줄임말인 “발바리”로 주로 불리고 있다. “자동차에 점령당한 도로를 되찾자”, “자전거만 보면 가슴이 뛰어!”, “차선 하나를 자전거에게”, “이 도로는 자동차 전용도로가 아닙니다!” 및 “자전거면 충분하다!” 등의 구호를 주로 사용한다.

샌프란시스코 등의 크리티컬 매스와 비교하면 교통신호도 잘 지키고 줄을 서서 나란히 달리는 등 상당히 질서정연하게 진행되는 편이다.

## 같이 보기
- 제로크러시
- 지구의 날
- 플래시 몹